# Posneto v letih: 1991, 1993, 1997
Posneto v letih: 1991, 1993, 1997 je album Pihalnega orkestra Ormož ki je izšel kot glasbena CD plošča pri Glasbeni šoli Ormož.

## Seznam posnetkov
| CD              | CD                                                      | CD                     | CD              | CD      |
| Št.             | Naslov                                                  | Glasba                 | Priredba        | Dolžina |
| --------------- | ------------------------------------------------------- | ---------------------- | --------------- | ------- |
| 1.              | „Show Music št. 1‟ (1991)                               | V. Štrucl              |                 | 3:18    |
| 2.              | „Bobnarček / Drummer Boy‟ (1993)                        | J. Trèves              |                 | 2:33    |
| 3.              | „Can-Can‟ (1993)                                        | J. Offenbach           |                 | 2:26    |
| 4.              | „Over and Out‟ (1993)                                   | R. Beck                |                 | 4:05    |
| 5.              | „In Dixie Mood‟ (1993)                                  |                        | J. Trèves       | 3:10    |
| 6.              | „Vivat Holermus‟ (1997)                                 | V. Štrucl              |                 | 3:42    |
| 7.              | „Blues divje mačke / Wild Cat Blues‟                    | T. Waller, C. Williams | V. Kabec        | 3:11    |
| 8.              | „Racman Jaka in pozavna‟                                | V. Landa               | L. Leško        | 5:09    |
| 9.              | „Harlemska uspavanka / Harlem-Lullaby‟                  | J. Trèves              |                 | 4:42    |
| 10.             | „Tri srebrne‟                                           | J. Bayer               |                 | 3:01    |
| 11.             | „Sladki blues / Sugar Blues‟                            | C. Williams            | N. Studnitzky   | 4:02    |
| 12.             | „New York, New York‟                                    | J. Kander              | J. Trèves       | 3:33    |
| 13.             | „Stranger on the shore‟                                 | A. Bilk                | H. Kolditz      | 3:25    |
| 14.             | „Sinfonija‟ (iz Kantate št. 156)                        | J. S. Bach             | W. Hautvast     | 2:33    |
| 15.             | „MINIATURE ZA PIHALNI ORKESTER: III. Etuda‟             | V. Štrucl              |                 | 10:18   |
| 16.             | „MINIATURE ZA PIHALNI ORKESTER: II. Pesem‟              |                        |                 |         |
| 17.             | „MINIATURE ZA PIHALNI ORKESTER: I. Koncertna koračnica‟ |                        |                 |         |
| 18.             | „MINIATURE ZA PIHALNI ORKESTER: IV. Ples‟               |                        |                 |         |
| 19.             | „Out of Africa‟                                         | J. Barry               |                 | 4:32    |
| Skupna dolžina: | Skupna dolžina:                                         | Skupna dolžina:        | Skupna dolžina: | 62:40   |

## Sodelujoči

### Pihalni orkester Ormož
- Slavko Petek – dirigent

### Solisti
- Irena Rakuša – mali boben na posnetku 2
- Rado Munda – klarinet na posnetkih 7 in 13
- Matej Mertik – pozavna na posnetku 8
- Andrej Rakuša – altovski saksofon na posnetku 9
- Maja Frangež – flavta na posnetku 10
- Martina Lah – flavta na posnetku 10
- Martina Lesjak – flavta na posnetku 10
- Dejan Hanžekovič – trobenta na posnetku 11
- Igor Cigler – altovski saksofon na posnetku 16

### Produkcija
- Ivo Ciani – tonski mojster